# Here We Go Again (SR-71)
Here We Go Again è il terzo album studio del gruppo musicale statunitense SR-71, pubblicato nel 2004.

## Tracce
1. Axl Rose – 3:11
2. In Your Eyes – 4:41
3. Gone – 2:58
4. 1985 – 3:41
5. Mosquito – 4:00
6. Here We Go Again – 3:03
7. All American – 4:09
8. Blue Light Special Life – 3:14
9. 15 Minute Idol – 3:19
10. The One – 3:35
11. Everything – 3:55

Tracce bonus
1. Blood & Bourbon – 3:18
2. She Was Dead (demo) – 7:22

## Formazione
- Mitch Allan - voce principale, chitarra
- Pat DeMent - chitarra, voce secondaria
- Mike Ruocco - basso, voce secondaria
- John Allen - batteria, percussioni, voce secondaria